# جان هانتر (قایقران روئینگ)
جان هانتر (انگلیسی: John Hunter؛ زادهٔ ۸ نوامبر ۱۹۴۳) قایقران روئینگ اهل نیوزیلند بود.
وی در مسابقات کشوری و بین‌المللی در مجموع برندهٔ ۲ مدال طلا، ۱ مدال برنز شده‌است.